# Comitatul Pest-Pilis-Solt-Kiskun
Comitatul Pest-Pilis-Solt-Kiskun, cunoscut și ca Varmeghia Pest-Pilis-Solt-Kiskun (în maghiară Pest-Pilis-Solt-Kiskun vármegye, în germană Komitat Pest-Pilisch-Scholt-Kleinkumanien, în latină Comitatus Pestiensis et Pilisiensis et Soltensis et Cumania Minor), a fost o unitate administrativă a Regatului Ungariei și a Republicii Ungare din 1876 și până în 1950. În prezent, teritoriul fostului comitat se află în centrul Ungariei, cuprinzând teritoriul județului Pest și partea de nord a județului Bács-Kiskun. Capitala comitatului a fost orașul Budapesta (în maghiară Budapest, în germană Budapest).

## Geografie
Comitatul Pest-Pilis-Solt-Kiskun se învecina la nord cu comitatele Nógrád, Hont și Esztergom, la nord-est cu Comitatul Komárom, la vest cu comitatele Fejér și Tolna, la sud cu Comitatul Bács-Bodrog, la sud-est cu Comitatul Ciongrad (Csongrád) și la est cu comitatele Jász-Nagykun-Szolnok și Heves. Teritoriul său acoperea malul estic al fluviului Dunărea de la Visegrád (la nord) spre (exclusiv) Baja (la sud), întinzându-se de-a lungul râului Tisa în est. O parte a comitatului (Pilis) se afla pe malul vestic al Dunării, lângă Budapesta. Suprafața comitatului în 1910 era de 12.228 km², incluzând suprafețele de apă.

## Istorie
Comitatele Pest și Pilis au fost fondate în secolul al XI-lea. Pest se afla pe malul stâng (estic) al Dunării în jurul orașului Budapesta, Pilis era pe malul opus. Ele s-au unit și au devenit centrul politic, cultural și economic al Ungariei. Regiunea Solt (de pe malul stâng al Dunării, la sud de Ráckeve), care a aparținut anterior comitatului Fejér, a fost încorporată în comitatul Pest-Pilis-Solt în secolul al XVII-lea. Kiskunság (Cumania Mică) a fost alipită în 1876, formându-se astfel comitatul Pest-Pilis-Solt-Kiskun.
În anul 1950, după cel de-al doilea război mondial, comitatul a fost împărțit în două părți aproximativ egale. Partea de nord a devenit județul Pest, în timp ce partea de sud s-a unit cu comitatul Bács-Bodrog și s-a format astfel județul Bács-Kiskun.

## Demografie
Populația comitatului era de 988.532 persoane (1880), crescând apoi la 1.978.041 (1910) și la 2.786.083 (1941).
În 1910, populația comitatului era de 1.978.041 locuitori, dintre care: 
- Maghiari -- 1.728.473 (87,39%)
- Germani -- 162.824 (8,23%)
- Slovaci -- 47.149 (2,38%)
- Sârbi -- 7.934 (0,40%)
- Croați -- 3.418 (0,17%)
- Români -- 3.357 (0,17%)

## Subdiviziuni

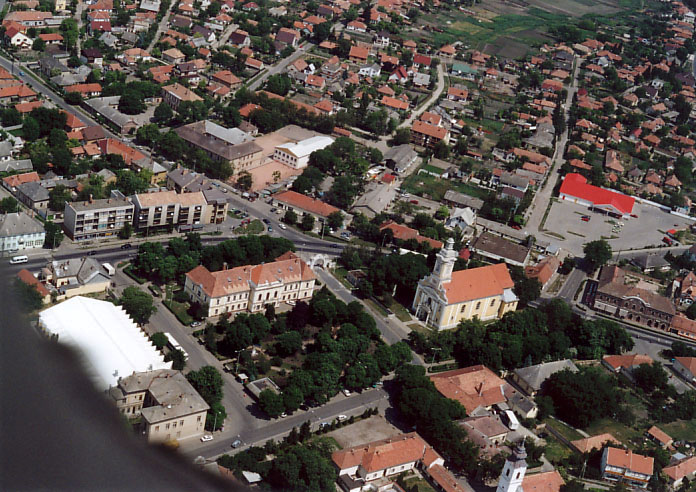
Imagine aeriană: Abony

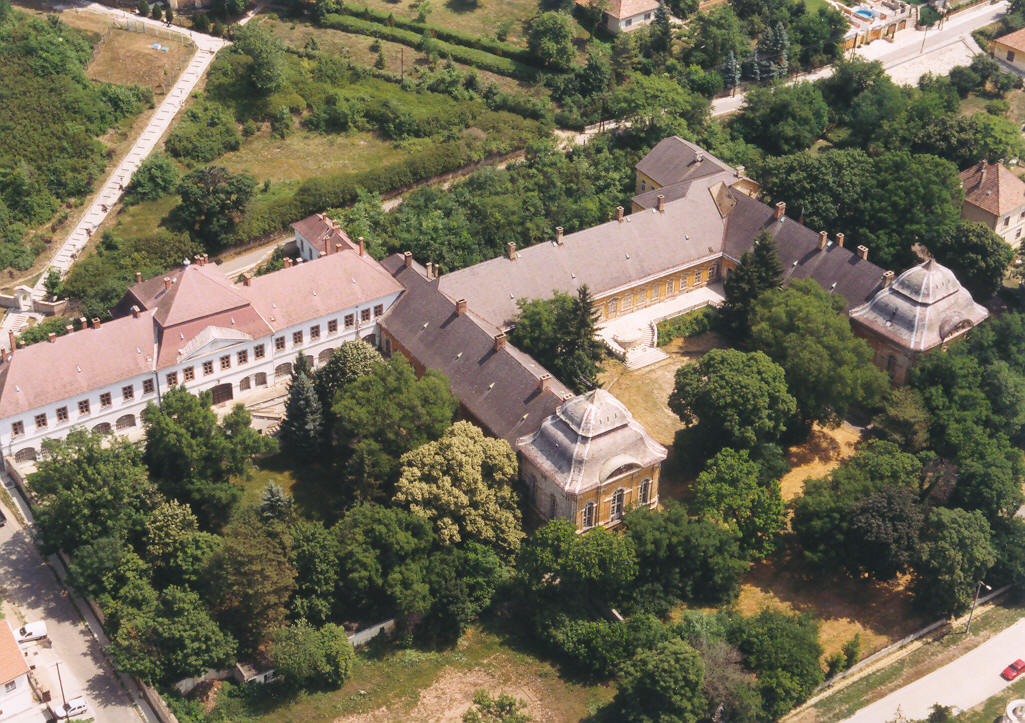
Imagine aeriană: Palatul Aszód

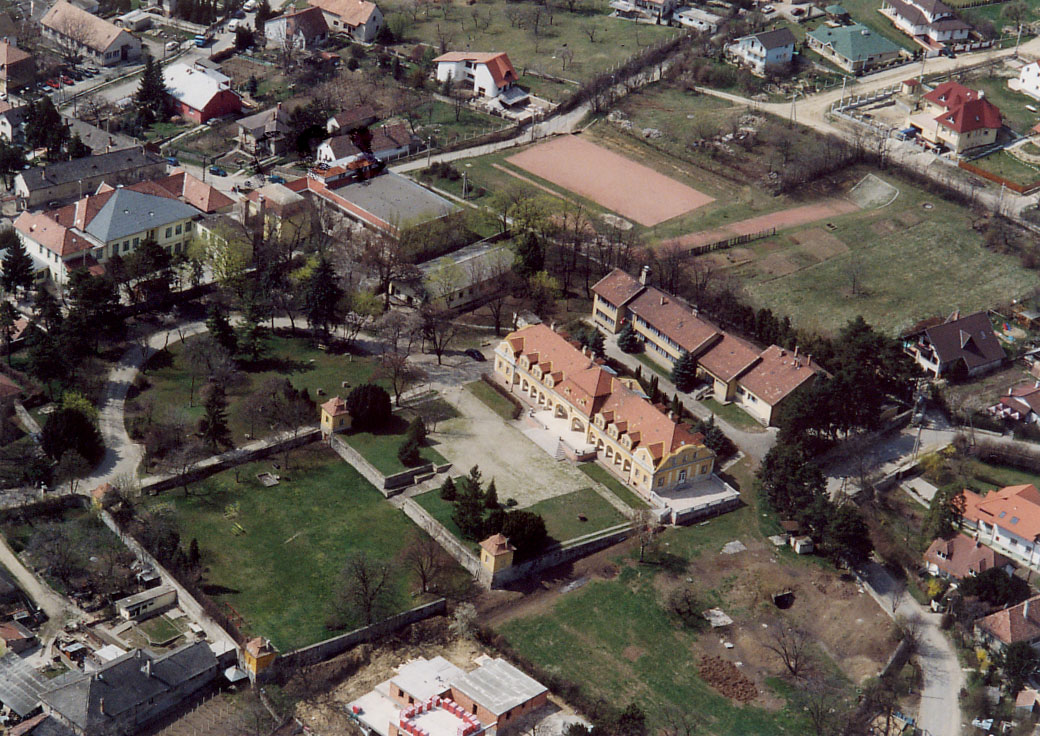
Palatul Pomáz văzut de sus

Înaintea de anul 1897, subdiviziunile comitatului Pest-Pilis-Solt-Kiskun erau (felső înseamnă "de sus", közép este "de mijloc", iar alsó este "de jos"):
| Districte (járás)                            | Districte (járás) |
| District                                     | Capitală          |
| -------------------------------------------- | ----------------- |
| Kecskemét alsó                               | Tápiószele        |
| Kecskemét felső                              | Nagykáta          |
| Kiskun alsó                                  | Kiskunfélegyháza  |
| Kiskun felső                                 | Kunszentmiklós    |
| Pest alsó                                    | Ráckeve           |
| Pest felső                                   | Irsa              |
| Pest közép                                   | Alsódabas         |
| Pilis alsó                                   | Tinnye            |
| Pilis felső                                  | Pomáz             |
| Solt alsó                                    | Kiskőrös          |
| Solt felső                                   | Dömsöd            |
| Solt közép                                   | Kalocsa           |
| Vác alsó                                     | Pécel             |
| Vác felső                                    | Vác               |
| Comitate urbane (törvényhatósági jogú város) |                   |
| Budapesta (főváros)                          |                   |
| Kecskemét                                    |                   |
| Districte urbane (rendezett tanácsú város)   |                   |
| Cegléd                                       |                   |
| Kiskunfélegyháza                             |                   |
| Kiskunhalas                                  |                   |
| Nagykőrös                                    |                   |
| Szentendre                                   |                   |
| Vác                                          |                   |

După anul 1897, subdiviziunile comitatului Pest-Pilis-Solt-Kiskun erau următoarele:
| Districte (járás)                            | Districte (járás) |
| District                                     | Capitală          |
| -------------------------------------------- | ----------------- |
| Abony                                        | Abony             |
| Alsódabas                                    | Alsódabas         |
| Aszód                                        | Aszód             |
| Bia                                          | Bia               |
| Dunavecse                                    | Dunavecse         |
| Gödöllő                                      | Gödöllő           |
| Kalocsa                                      | Kalocsa           |
| Kiskőrös                                     | Kiskőrös          |
| Kiskunfélegyháza                             | Kiskunfélegyháza  |
| Kispest                                      | Kispest           |
| Kunszentmiklós                               | Kunszentmiklós    |
| Monor                                        | Monor             |
| Nagykáta                                     | Nagykáta          |
| Ráckeve                                      | Ráckeve           |
| Pomáz                                        | Pomáz             |
| Vác                                          | Vác               |
| Comitate urbane (törvényhatósági jogú város) |                   |
| Budapesta (főváros)                          |                   |
| Kecskemét                                    |                   |
| Districte urbane (rendezett tanácsú város)   |                   |
| Cegléd                                       |                   |
| Kiskunfélegyháza                             |                   |
| Kiskunhalas                                  |                   |
| Nagykőrös                                    |                   |
| Szentendre                                   |                   |
| Vác                                          |                   |